# Filip Neri
Filip Neri, wł. Filippo Romulus Neri (ur. 21 lipca 1515 we Florencji, zm. 26 maja 1595 w Rzymie) – włoski duchowny katolicki, jeden z przywódców kontrreformacji, uznawany przez Kościół katolicki za świętego. Zaznaczył się w historii muzyki jako twórca i propagator oratorium – organizował on nabożeństwa połączone ze śpiewaniem pochwalnych pieśni religijnych (laudes) w formie dialogowanej. Od nazwy domu (oratorio), w którym wykonywano te nabożeństwa, przyjęła się nazwa tej formy muzycznej.

## Życiorys
Urodził się 21 lipca 1515 we Florencji. W 1534 udał się do Rzymu, gdzie studiował filozofię i teologię. Przerwał studia i w 1548 założył Bractwo Świętej Trójcy, opiekujące się pielgrzymami i chorymi. W 1551 przyjął święcenia kapłańskie. Przy kościele św. Hieronima della Carità w Rzymie założył ‍‌‌„Oratorium” – miejsce przeznaczone dla elity intelektualnej miasta, gdzie spotykali się artyści, kupcy, mieszczanie i kapłani. Filip organizował tam koncerty muzyczne, wykłady o najnowszych prądach w sztuce, dysputy o historii i archeologii. Był przez niektórych oskarżany o nowinkarstwo, a papież Paweł IV zakazał mu na pewien czas działalności. Papież Grzegorz XIV próbował bezskutecznie uczynić go kardynałem. Filip Neri doradzał papieżom, był kierownikiem duchowym wielu hierarchów Kościoła. Jego przyjaciółmi byli św. Karol Boromeusz, św. Franciszek Salezy, św. Ignacy Loyola. Był nazywany rzymskim Sokratesem. Dzięki aktywności duszpasterskiej jest nazywany „Apostołem Rzymu”.
W 1582 roku z inicjatywy św. Filipa Neri powstało Kolegium Polskie w Rzymie. Świętego Filipa Neri czcili Stefan Batory, Władysław IV, Jan Kazimierz, który corocznie uroczyście obchodził dzień św. Filipa.
Filip Neri otrzymał stygmaty Ducha Świętego. W 1551 założył zakon filipinów (oratorianów). Była to pierwsza formacja zakonna katolicka, w której nie było ślubów zakonnych. Zmarł w wieku 80 lat. Jego ciało spoczywa w Chiesa Nouva w Rzymie.

## Beatyfikacja i kanonizacja
11 maja 1615 papież Paweł V dokonał jego beatyfikacji, a 12 marca 1622 papież Grzegorz XV jego kanonizacji.

## Dzień obchodów
Obowiązkowe wspomnienie liturgiczne św. Filipa Neri w Kościele katolickim oraz w zakonach trapistów i cystersów, według łacińskiego kalendarza liturgicznego, obchodzone jest w dies mortis (26 maja).

## Filmy
O świętym Filipie Neri powstały filmy:
- Święty Filip Neri (miniserial) (wł. Preferisco il Paradiso) (2010), w reżyserii Giacomo Campiottiego, z Gigi Proiettim w roli głównej[6]
- Bądźcie dobrzy, jeśli potraficie (wł. State buoni se potete) (1983), reżyseria Luigi Magni, z Johnny Dorellim w roli głównej[7].